# Wradźajatra

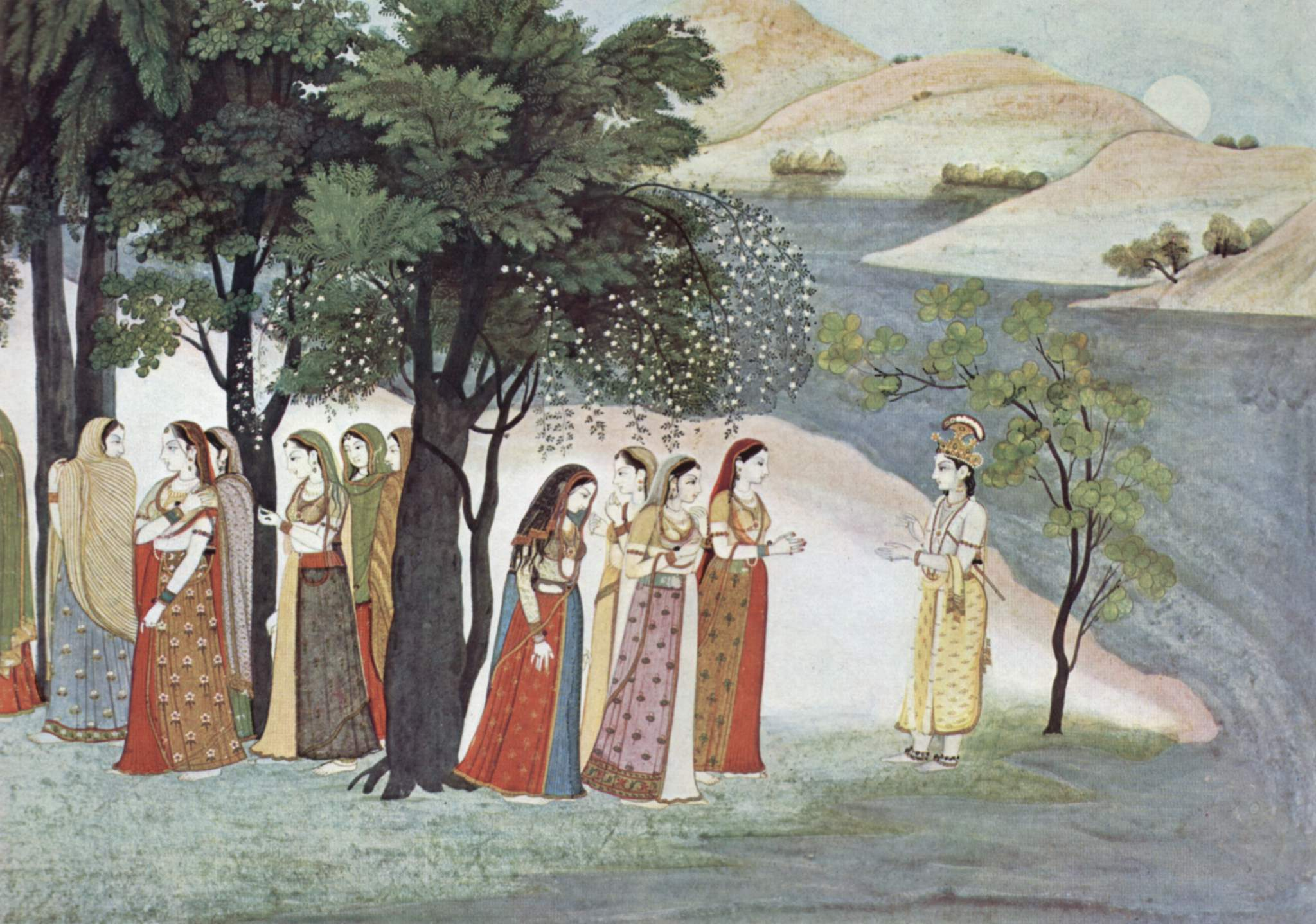
Kryszna i gopi we Vrindavan

Wradźajatra (trl. vrajayātra, także Wradźaparikrama) – pielgrzymka hinduistyczna przebiegająca w mieście Vrindavan i okolicy, spopularyzowana przez Narajanę Batta
– wisznuickiego świętego z XVI w.
Celem wradźajatry jest odwiedzenie miejsc związanych z lila Kryszny – pasterza, Radhy – żony innego hindusa i pasterek (gopi). Trasa prowadzi częścią miejską i przyległymi do Wrindawanu lasami. Pielgrzymi odwiedzają: stawy, strumienie, wzgórza, groty i świątynie związane z pobytem tam Kryszny. Odbywają się prelekcje i przedstawienia, prezentujące wydarzenia, które rozegrały się w danym miejscu, w oparciu o treść Bhagawatapurany.